# Jedrilica (plovilo)
Jedrilica je brodica koja se dijelom ili potpuno pokreće jedrima. Pojam obuhvaća različite brodice, od daske za jedrenje pa sve do većih jedrilica koje nemaju karakteristike jedrenjaka. Razlika u veličini nije strogo određena i ono što određuje jedrenjak, jedrilicu ili manje plovilo (poput daske za jedrenje) je različito u različitim dijelovima svijeta.

## Glavni dijelovi jedrilice
Svaka jedrilica (osim daske za jedrenje) se sastoji od trupa, jednog ili više jarbola i jedrilja. Jarboli (uključujući bum) i jedrilje (uključujući i svu opremu na njima) zajedno se nazivaju "snast", a čelična uža i konopi (leta, pripone i zaputke) koji učvršćuju jarbole nazivaju se "oputa" (oputo, puta, puto). Najveći broj jedrilica ima samo jedan jarbol te glavno jedro (en. mainsail) i prednje jedro (en. headsail). 

## Vrste jedrilica
Trenutno postoji veliki broj različitih vrsta jedrilica. Osim po veličini, jedrilice se mogu razlikovati po konstrukciji trupa (jednotrupne, katamarane, trimarane), vrsti kobilice (puna, peraja, krilo, pomična i sl.), namjeni (sportska, regatna, za kružna putovanja), broju i izgledu jarbola i rasporedu jedara itd.

## Poveznice
- Jedrenjak
- Jedro
- Jedrenje
- Brod
- Brodica

## Vanjske poveznice
- Jedrenje Hrvatska tehnička enciklopedija, portal hrvatske tehničke baštine. LZMK